# 1804년 미국 하원의원 선거
1804년 미국 하원의원 선거는 1804년 미국에서 치러진 하원의원 선거로, 토머스 제퍼슨 정부의 인기와 영토적,경제적 확장에 힘입어 여당인 민주공화당은 80%에 달하는 의석을 차지하기에 이른다

## 선거 결과
| 정당       | 의석 수 |
| ---------- | ------- |
| 민주공화당 | 114석   |
| 연방당     | 28석    |
| 합계       | 142석   |